# Bythinella viridis
Bythinella viridis là một loài ốc nước ngọt rất nhỏ, là động vật thân mềm chân bụng sống dưới nước trong họ Amnicolidae. Loài này phân bố ở Bỉ và Pháp.